# Боривоје Манић
Боривоје Манић (? — Чикаго, 9. мај 1986) био је ваздухопловни официр, пилот и капетан Југословенског краљевског ратног ваздухопловства Југословенске војске. У Другом светском рату је командовао Јужноморавског групом корпуса Југословенске војске у Отаџбини.

## Биографија

### Други светски рат
Манић је био пилот Југословенског краљевског ратног ваздухопловства. Током Другом светском рату, командовао је Јужноморавског групом корпуса Југословенске војске у Отаџбини. Након рата је емигрирао у Сједињене Америчке Државе.
Имао је два брата: ваздухопловног потпоручника Андрију Манића, који је стрељан у новембру 1944. године у Београду, као и Јанаћка Манића који је погинуо као припадник ЈВуО.

### Емиграција
Раскомадано тело Манића је 9. маја 1986. године пронађено у гепеку његовог аутомобила у Чикагу, због чега се верује да је убијен од припадника УДБЕ. Историчар Александар Динчић истиче да Манића није убила УДБА, него његов син због коцкарских дугова.

## Одликовања
- Орден Белог орла са мачевима V реда (1943)[3]